# آسیاب بوان علیا
آسیاب بوان علیا مربوط به دوره قاجار است و در شهرستان ممسنی، بخش مرکزی، دهستان بکش ۱، ۱ کیلومتری شمال شرق روستای بوان علیا واقع شده و این اثر در تاریخ ۳۰ بهمن ۱۳۸۶ با شمارهٔ ثبت ۲۰۷۷۷ به‌عنوان یکی از آثار ملی ایران به ثبت رسیده است.